# Wilhelm von Mirbach-Harff
Wilhelm hrabě von Mirbach-Harff (2. červenec 1871 Bad Ischl – 6. červenec 1918 Moskva) byl německý diplomat a velvyslanec.

## Kariéra
V letech 1908 až 1911 byl Mirbach radou velvyslanectví v Petrohradu, potom poradcem pro politické věci při štábu německého velení v Bukurešti. Roku 1915 byl Mirbach radou v Aténách.

### Německý velvyslanec v Moskvě
Od 16. prosince 1917 do 10. února 1918 stál v čele německého velvyslanectví v Petrohradu, které bylo zřízeno po podepsání příměří v Brestu-Litevském. Roku 1918 se zapojil do pokusů osvobodit ruskou carskou rodinu prostřednictvím diplomatických kruhů.

### Atentát
Dne 6. července 1918 byl Wilhelm von Mirbach zastřelen v budově německého velvyslanectví v Moskvě Jakovem Blumkinem a Nikolajem Andrejevem. Cílem atentátu na Mirbacha bylo revidování Brestlitevské mírové smlouvy podepsané s Německou říší. Současně byl znamením připravovaných protivládních povstání v Moskvě a v jiných dalších ruských městech.

## Rodina
Jeho otec Ernst von Gudenau-Mirbach byl rakouským šlechticem z Moravy a poslancem Říšské rady ve Vídni.